# Fabero
Fabero ist eine Gemeinde mit 4.061 Einwohnern (Stand: 2024) im nordwestlichen Zentral-Spanien in der Provinz León in der Autonomen Gemeinschaft Kastilien-León. Sie ist eine der einwohnerreichsten Gemeinden der Provinz. Fabero besteht aus verschiedenen Ortsteilen.  

## Geografie
Die Gemeinde liegt in einem Tal, welches an das Ancarestal grenzt (der Weiler Fontoria befindet sich in diesem Reservat), und ist von Bergen umgeben, in denen es Eichen, Kastanien und Heide gibt und wo ein dunkler Honig produziert wird. Man kann auch Ackerland und Weinberge sehen. Der Fluss Cúa fließt 12 km lang durch die Gemeinde.

## Bevölkerungsentwicklung
| Jahr        | 1842 | 1900 | 1950 | 1981 | 1991 | 2001 | 2011 | 2021 |
| ----------- | ---- | ---- | ---- | ---- | ---- | ---- | ---- | ---- |
| Einwohner   | 900  | 1248 | 3666 | 7146 | 6445 | 5669 | 5136 | 4346 |
| Quelle: INE |      |      |      |      |      |      |      |      |

## Wirtschaft
Fabero war bis in die 1920er Jahre eine kleine Gemeinde von Subsistenzbauern, als der Kohleabbau aufgrund des Vorhandenseins von reiner Anthrazitkohle im Boden begann. Die Stadt florierte als pulsierende Bergbaugemeinde bis zum ersten Jahrzehnt des 21. Jahrhunderts, als die Schließung der meisten Kohleminen in Spanien viele Einwohner dazu zwang, die Gemeinde zu verlassen und anderswo Arbeit zu finden. Die Gemeinde ist Teil der Weinregion El Bierzo.